# Маркс (Мисисипи)
Маркс (енгл. Marks) град је у америчкој савезној држави Мисисипи.

## Демографија
По попису из 2010. године број становника је 1.735, што је 184 (11,9%) становника више него 2000. године.
| Група             | 2000.         | 2010.         |
| Белци             | 536 (34,6%)   | 549 (31,6%)   |
| Афроамериканци    | 1.003 (64,7%) | 1.164 (67,1%) |
| Азијати           | 3 (0,2%)      | 3 (0,2%)      |
| Хиспаноамериканци | 6 (0,4%)      | 8 (0,5%)      |
| Укупно            | 1.551         | 1.735         |